# Bilious Paths
Bilious Paths es el sexto álbum de estilo IDM del músico Mike Paradinas como µ-ziq y es la continuación de Royal Astronomy.

## Listado de canciones
1. "Johnny Mastricht" – 4:12
2. "Meinheld" – 3:39
3. "Siege of Antioch" – 4:16
4. "Octelcogopod" – 4:48
5. "On/Off" – 3:44
6. "Silk Ties" – 4:25
7. "Aec Merlin" – 3:27
8. "Grape Nut Beats, Pt. 1" – 5:21
9. "Grape Nut Beats, Pt. 2" – 5:09
10. "Mouse Bums" – 4:30
11. "Fall of Antioch" – 2:04
12. "My Mengegus" – 6:57

- Datos: Q1648450